# تتراسيكلينات

تتراسيكلينات (بالإنجليزية: Tetracyclines)‏ هي مضادات حيوية واسعة الطيف تشمل فعاليتها فعالية البنسلين والستربتومايسين والكلورامفينيكول.

## الامتصاص والمصير
إن الامتصاص عن طريق الغفم جزئي للتراسكلين بسبب:
1. قلة انحلالها، حتى أن مشتقاتها الهدروكلوريدية تميل للترسب في الوسط القلوي للمعي.
2. ترتبط مع الأيونات المعدنية متل الكالسيوم والألمنيوم فتشكل معقدات استخلابية غير منحلة. فوجود مثل هذه الأيونات (بمستحضرات مضادات الحموضة مثلاً) يعيق امتصاص التتراسكلينات. ويضاف الفوسفات عادةً لمستحضراتها الفموية كي يزيد امتصاصها. ويعتبر ديميكلوسيكلين الأكثر ثبات من غيره والأفضل امتصاصاً.

بعد امتصاصها تتوزع في أنحاء الجسم وتعبر المشيمة، كما تصل للسائل الدماغي الشوكي CSF وترتبط مع بروتينات المصورة لحدود متفاوته ويطرح جزء منها في الصفراء ولكن يعاد امتصاصه فيسام في ثبات مستويات الدواء في الدم، وبسبب خواصها المخلبة للكالسيوم تميل للترسب في العظام النامية والأسنان، مما يسبب تغير لون الأسنان ونقص نموها.

## المركبات
1. Meclocycline
2. ميثاسيكلين
3. مينوسيكلين
4. ليميسيكلين
5. أوكسي تتراسكلين
6. Penimepicycline
7. Rolitetracycline
8. تيتراسايكلن
9. ديميكلوسيكلين
10. Clomocycline
11. كلورتتراسكلين
12. دوكسيسايكلين

ويتميز الدوكسي سيكلين والمينوسيكلين بالامتصاص السريع والانطراح البطيء. ولذلك فهذه المركبات ذات أمد تأثير طويل. ويطرح الدوكسي سيكلين بالدرجة الأولى مع الصفراء، ولذلك لا يعتمد على الانطراح الكلوي ولا يتراكم بشكل معتد في حالة القصور الكلوي.